# Eremopterix griseus
Az Eremopterix griseus a madarak osztályának verébalakúak (Passeriformes) (Passeriformes) rendjébe, ezen belül a pacsirtafélék (Alaudidae) családjába tartozó faj.

## Rendszerezése
A fajt Giovanni Antonio Scopoli olasz ornitológus írta le 1786-ban, az Alauda nembe Alauda grisea néven.

## Előfordulása
Dél-Ázsiában, Banglades, India, Nepál, Pakisztán és Srí Lanka területén honos. Természetes élőhelyei a szubtrópusi és trópusi füves puszták és cserjések.

## Megjelenése
Testhossza 12 centiméter.
|  |  |

## Életmódja
Magokkal és rovarokkal táplálkozik. A földön alszik, melybe kis bemélyedést készít magának.

## Szaporodása
Egész évben költhet, de leggyakrabban az esős évszak előtt. Fészkét fűcsomó alatti bemélyedésbe rejti el. A fészekalj általában 2-3 tojásból áll, melyeket a pár közösen költi ki, 13-14 nap alatt. A kikelt fiókákat a szülők közösen etetik.
|  |

## Természetvédelmi helyzete
Az elterjedési területe rendkívül nagy, egyedszáma pedig stabil. A Természetvédelmi Világszövetség Vörös listáján nem fenyegetett fajként szerepel.